# Soony Saad
Pour les articles homonymes, voir Saad.
Soony Saad, né américain le 17 août 1992 à Wyandotte (Michigan), est un footballeur international libanais jouant au poste d'attaquant.

## Biographie

### Jeunesse et parcours universitaire
Saad inscrit un record de 76 buts dans sa première saison en 2009 alors qu'il termine son parcours en High School avec un record d'État de 172 réalisations, dépassant un précédent résultat de 169 buts enregistrés en 1995.
Il remporte également un titre d'État en 2009 et est nommé joueur de l'année en 2009-2010.
Soony Saad commence sa première année universitaire par une bonne saison, inscrivant dix-neuf buts, dépassant le record de réalisations par un joueur de première année chez les Wolverines de l'Université du Michigan. Il évolue dans l'équipe avec son frère Hamoody Saad. Il aide l'équipe à rencontrer son premier championnat du Big Ten Conference en 2010 et Saad est nommé meilleur joueur de première année du championnat. Soony Saad quitte les études à la fin de sa première année afin de chercher un contrat professionnel dans une équipe européenne.

### Parcours professionnel

#### Sporting Kansas City
En juin 2011, Saad signe un contrat professionnel en Major League Soccer. Le 5 juillet 2011, le Sporting de Kansas City s'attache ses services à travers le système de loterie utilisé par la ligue pour distribuer les joueurs qui signent avec la ligue après la MLS SuperDraft.
Soony Saad fait ses débuts en MLS le 17 août 2011, le jour de son dix-neuvième anniversaire. À l'occasion de sa première rencontre, il inscrit son premier but à la 72e minute, seulement neuf minutes après son entrée en jeu. Soony enregistre aussi deux buts supplémentaires pour le Sporting dans des rencontres avec la réserve contre les Rapids du Colorado et le FC Dallas. Le 12 octobre 2011, il inscrit un but lors d'une rencontre amicale contre Guadalajara.

#### Départ en Thaïlande
Le 8 décembre 2014, après quatre saisons au Sporting de Kansas City, Soony Saad rejoint le BEC Tero Sasana, formation de première division thaïlandaise.

### Sélection nationale
Soony Saad est appelé pour la première fois avec la sélection des États-Unis de moins de 20 ans en décembre 2010 et joue une rencontre contre le Canada, face à qui il inscrit un but.
En mai 2013, Saad devient éligible pour rejoindre le Liban et accepte une sélection pour une rencontre amicale contre l'Oman le 29 mai. Il devient ainsi le premier joueur de Major League Soccer à intégrer la sélection libanaise. Lors de cette première sélection internationale, il inscrit son premier et le seul but de son équipe alors que la rencontre se solde sur le score de 1-1,.

#### Buts internationaux
| Buts internationaux de Soony Saad | Buts internationaux de Soony Saad | Buts internationaux de Soony Saad          | Buts internationaux de Soony Saad | Buts internationaux de Soony Saad | Buts internationaux de Soony Saad           | Buts internationaux de Soony Saad |
| 0                                 | Date                              | Lieu                                       | Adversaire                        | Résultat                          | Compétition                                 |                                   |
| --------------------------------- | --------------------------------- | ------------------------------------------ | --------------------------------- | --------------------------------- | ------------------------------------------- | --------------------------------- |
| 1                                 | 29 mai 2013                       | Khalifa International Stadium, Doha, Qatar | Oman                              | 1-1                               | Match amical                                |                                   |
| 2                                 | 5 mars 2014                       | Rajamangala Stadium, Bangkok, Thaïlande    | Thaïlande                         | 2-5                               | Éliminatoires Coupe d'Asie des nations 2015 |                                   |

## Statistiques
| Saison                | Club                    | Championnat           | Championnat | Championnat | Coupe(s) nationale(s) | Coupe(s) nationale(s) | Compétition(s) continentale(s) | Compétition(s) continentale(s) | Compétition(s) continentale(s) | Séries | Séries | Liban | Liban | Total | Total |
| Saison                | Club                    | Division              | M.          | B.          | M.                    | B.                    | Comp.                          | M.                             | B.                             | M.     | B.     | M.    | B.    | M.    | B.    |
| 2011                  | Sporting de Kansas City | MLS                   | 4           | 1           | 0                     | 0                     | -                              | -                              | -                              | 2      | 0      | -     | -     | 6     | 1     |
| 2012                  | Sporting de Kansas City | MLS                   | 9           | 0           | 3                     | 2                     | -                              | -                              | -                              | 0      | 0      | -     | -     | 12    | 2     |
| 2013                  | Sporting de Kansas City | MLS                   | 23          | 4           | 0                     | 0                     | LCC                            | 3                              | 2                              | 2      | 0      | 2     | 1     | 30    | 7     |
| 2014                  | Sporting de Kansas City | MLS                   | 22          | 3           | 2                     | 2                     | LCC                            | 2                              | 0                              | 0      | 0      | 2     | 1     | 28    | 6     |
| Sous-total            | Sous-total              | Sous-total            | 58          | 8           | 5                     | 4                     | -                              | 5                              | 2                              | 4      | 0      | 4     | 2     | 76    | 16    |
| 2015                  | BEC Tero Sasana         | TPL                   | 0           | 0           |                       |                       | -                              | -                              | -                              | -      | -      | 0     | 0     | 0     | 0     |
| Sous-total            | Sous-total              | Sous-total            | 0           | 0           | 0                     | 0                     | -                              | 0                              | 0                              | 0      | 0      | 0     | 0     | 0     | 0     |
| 2016                  | Pattaya United (prêt)   | TPL                   | 28          | 9           |                       |                       | -                              | -                              | -                              | -      | -      | 4     | 1     | 32    | 10    |
| Sous-total            | Sous-total              | Sous-total            | 28          | 9           | 0                     | 0                     | -                              | 0                              | 0                              | 0      | 0      | 4     | 1     | 32    | 10    |
| 2017                  | Sporting Kansas City    | MLS                   | 12          | 0           | 0                     | 0                     | -                              | -                              | -                              | 0      | 0      | 2     | 0     | 14    | 0     |
| Sous-total            | Sous-total              | Sous-total            | 12          | 0           | 0                     | 0                     | -                              | -                              | -                              | 0      | 0      | 2     | 0     | 14    | 0     |
| 2018                  | Eleven d'Indy           | USL                   | 28          | 4           | 1                     | 0                     | -                              | -                              | -                              | 1      | 1      | -     | -     | 30    | 5     |
| Sous-total            | Sous-total              | Sous-total            | 28          | 4           | 1                     | 0                     | -                              | 0                              | 0                              | 1      | 1      | 0     | 0     | 30    | 5     |
| Total sur la carrière | Total sur la carrière   | Total sur la carrière | 126         | 21          | 6                     | 4                     | -                              | 5                              | 2                              | 5      | 1      | 10    | 3     | 152   | 31    |